# Club Atlético Independiente (Neuquén)
O Club Atlético Independiente, também conhecido como Independiente de Neuquén, é um clube esportivo argentino da cidade de Neuquén, capital da província de Neuquén, fundado em 27 de fevereiro de 1921.
Entre as muitas atividades esportivas praticadas no clube, a principal é o futebol, onde atualmente sua equipe masculina participa do Torneo Regional Federal Amateur, a quarta divisão do futebol argentino para as equipes indiretamente afiliadas à Associação do Futebol Argentino (AFA), sendo representante da Liga de Fútbol del Neuquén ante o Conselho Federal do Futebol Argentino (CFFA). Além do futebol, o outro esporte bastante praticado no clube é o basquete.

## História

### Origem
Em 27 de fevereiro de 1921, o farmacêutico italiano Ferruccio Verzegnassi fundou o Club Atlético Independiente. A ideia de seu fundador era criar um centro social alternativo aos já existentes, o Club Atlético Pacífico e o Atletic Club Neuquén. O nome da nascente instituição foi Independiente, pelo simples motivo de ser independente do Club Pacífico. As cores escolhidas para a camisa da equipe foram o vermelho e branco em homenagem ao Alumni Athletic Club, clube que ganhou dez títulos na era amadora do futebol argentino.

### Rivalidades
Seu rival local clássico é o Club Atlético Pacífico de Neuquén, mais antigo clube da província. No entanto, a nível regional, temos o Alianza de Cutral Có que também compete na Liga de Fútbol de Neuquén, o Deportivo Roca e o Cipolletti, que participam da Liga Deportiva Confluencia de Río Negro.

## Estádio
Seu estádio de futebol é o La Chacra, também localizado em Neuquén, que conta com capacidade aproximada para 5.000 torcedores. Também é conhecido como La Nueva Caldera, em referência a sua antiga cancha. O estádio La Caldera também ficava localizado em Neuquén, possuía capacidade para 9.000 espectadores e foi utilizado até o final da década de 2000.

## Títulos

### Futebol
O Rojo, apelido carinhoso do clube, já venceu a LiFuNe (sigla da Liga de Fútbol de Neuquén) em 11 (onze) oportunidades.